# Oleksij Ponikarowskyj
Oleksij Wolodymyrowytsch Ponikarowskyj (ukrainisch Олексій Володимирович Понікаровський, russisch Алексей Владимирович Поникаровский Alexei Wladimirowitsch Ponikarowski; * 9. April 1980 in Kiew, Ukrainische SSR) ist ein kanadisch-ukrainisch-russischer Eishockeyspieler, der zuletzt zwischen 2016 und 2018 bei Kunlun Red Star in der Kontinentalen Hockey-Liga unter Vertrag stand.

## Karriere
Der im ukrainischen Kiew geborene Ponikarowskyj spielte bis 1999 – neben einigen Einsätzen für den Stadtrivalen Krylja Sowetow Moskau – ausschließlich beim HK Dynamo Moskau. Über die Jugendmannschaften zunächst in der zweiten Mannschaft in der drittklassigen Perwaja Liga und zweitklassigen Wysschaja Liga, später dann in der ersten Mannschaft in der Superliga. Bereits beim NHL Entry Draft 1998 wurde der Ukrainer in der vierten Runde an insgesamt 87. Position von den Toronto Maple Leafs ausgewählt. Die Saison 1999/2000 verbrachte der Stürmer beim THK Twer in der Wysschaja Liga, kehrte aber noch vor Saisonende zu Dynamo zurück. Mit der Mannschaft errang er am Saisonende die russische Meisterschaft und kam auch zu Einsätzen in der European Hockey League.
Zur Saison 2000/01 wechselte der Spieler nach Nordamerika und kam in den ersten drei Jahren überwiegend für Torontos Farmteam, den St. John’s Maple Leafs, in der American Hockey League zum Einsatz. Ab der Saison 2003/04 avancierte der Flügelspieler zum Stammspieler bei den Maple Leafs. In seiner ersten vollen Saison absolvierte Ponikarowskyj 73 Spiele und erzielte 28 Scorerpunkte. Zusätzlich kam er in 13 Playoff-Partien zum Einsatz, in denen er vier weitere Punkte erzielte. Die durch einen Lockout ausgefallene NHL-Spielzeit 2004/05 verbrachte er beim russischen Klub Chimik Woskressensk.

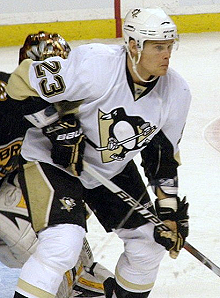
Ponikarowskyj im Trikot der Pittsburgh Penguins

Nach dem Lockout hatte Ponikarowskyj in der Saison 2008/09 seine statistisch erfolgreichste Spielzeit; in 82 Spielen gelangen dem Power Forward 23 Tore und 38 Torvorlagen. Die Toronto Maple Leafs konnten sich, wie in den drei Spielzeiten zuvor, erneut nicht für die Play-offs qualifizieren. Nach zehn Jahren bei den Maple Leafs wurde der Spieler im März 2010 an die Pittsburgh Penguins abgegeben, die Maple Leafs erhielten im Gegenzug Martin Škoula und Luca Caputi. Bei den Penguins kam Ponikarowskyj noch in 16 Spielen der regulären Saison zum Einsatz. Dazu absolvierte er elf Play-off-Partien für die Penguins, bevor die Mannschaft im Eastern-Conference-Halbfinale den Montréal Canadiens unterlag.
Sein auslaufender Vertrag wurde nicht verlängert, woraufhin er im Juli 2010 als Free Agent einen Einjahres-Kontrakt bei den Los Angeles Kings unterschrieb. Nachdem Ponikarowskyj 61 Spiele für die Kings absolviert hatte, wurde auch dieser Vertrag nicht verlängert. Am 1. Juli 2011 unterzeichnete Ponikarowskyj einen Vertrag – erneut über eine Spielzeit – bei den Carolina Hurricanes.
Diese transferierten ihn am 20. Januar 2012 im Austausch für Joe Sova und einem Viertrunden-Wahlrecht im NHL Entry Draft 2012 zu den New Jersey Devils. Als Free Agent unterzeichnete er im Juli 2012 einen Einjahresvertrag bei den Winnipeg Jets. Aufgrund des NHL-Lockouts spielte Ponikarowskyj zwischen September und Dezember 2012 für den HK Donbass Donezk in der Kontinentalen Hockey-Liga. Nach zwei Toren in zwölf Spielen wurde er, im Tausch gegen zwei Draft-Picks in den Jahren 2013 und 2014, im Februar 2013 von den Winnipeg Jets an die New Jersey Devils abgegeben.

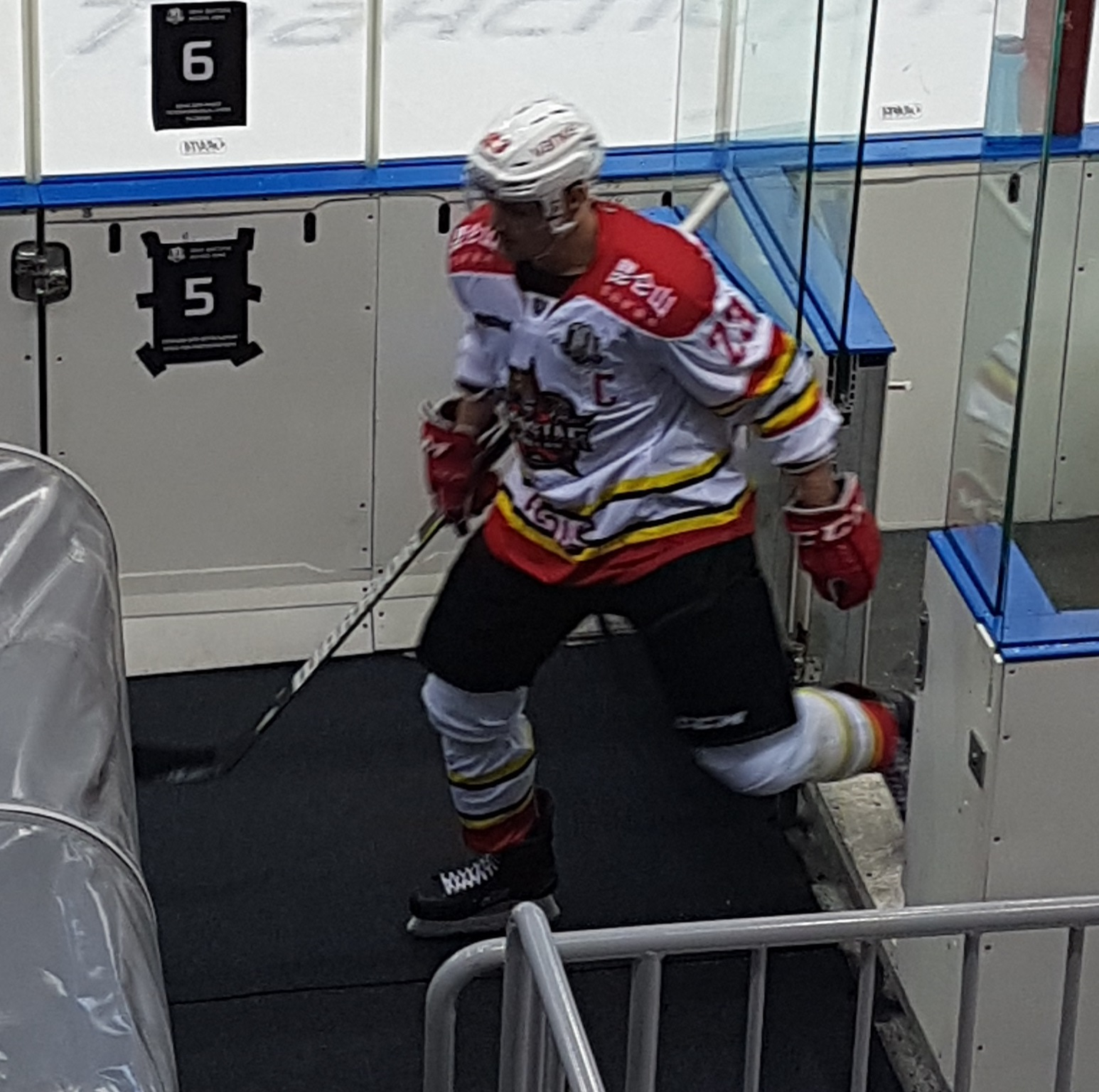
Alexei Ponikarovsky im Trikot von Kunlun Red Star, Dezember 2017

Zwischen August 2013 und 2016 stand Ponikarowskyj beim SKA Sankt Petersburg aus der Kontinentalen Hockey-Liga unter Vertrag. Im August 2013 erhielt er zusätzlichen zur kanadischen und ukrainischen Staatsbürgerschaft die russische, um in der KHL nicht unter das Ausländerkontingent zu fallen.
Im April 2015 gewann er mit dem SKA den Gagarin-Pokal. Anschließend spielte er zwei Jahre für den chinesischen KHL-Teilnehmer Kunlun Red Star, wobei er in der Saison 2017/18 als Mannschaftskapitän agierte.

### International
Ponikarowskyj vertrat sein Geburtsland Ukraine bei den Olympischen Winterspielen 2002 in Salt Lake City. In vier Turnierspielen erzielte er dabei ein Tor im letzten Vorrundenspiel gegen Frankreich und bereitete zuvor in der Partie gegen die Schweiz ein weiteres vor. Zudem standen am Ende des Turniers sechs Strafminuten und eine ausgeglichene Plus/Minus-Bilanz für den Stürmer zu Buche.

## Erfolge und Auszeichnungen
- 2000 Russischer Meister mit dem HK Dynamo Moskau
- 2015 Gewinn des Gagarin-Pokals mit SKA Sankt Petersburg

## Karrierestatistik

### International
(Legende zur Spielerstatistik: Sp oder GP = absolvierte Spiele; T oder G = erzielte Tore; V oder A = erzielte Assists; Pkt oder Pts = erzielte Scorerpunkte; SM oder PIM = erhaltene Strafminuten; +/− = Plus/Minus-Bilanz; PP = erzielte Überzahltore; SH = erzielte Unterzahltore; GW = erzielte Siegtore; 1 Play-downs/Relegation; Kursiv: Statistik nicht vollständig)